# 59. Internationale Sechstagefahrt

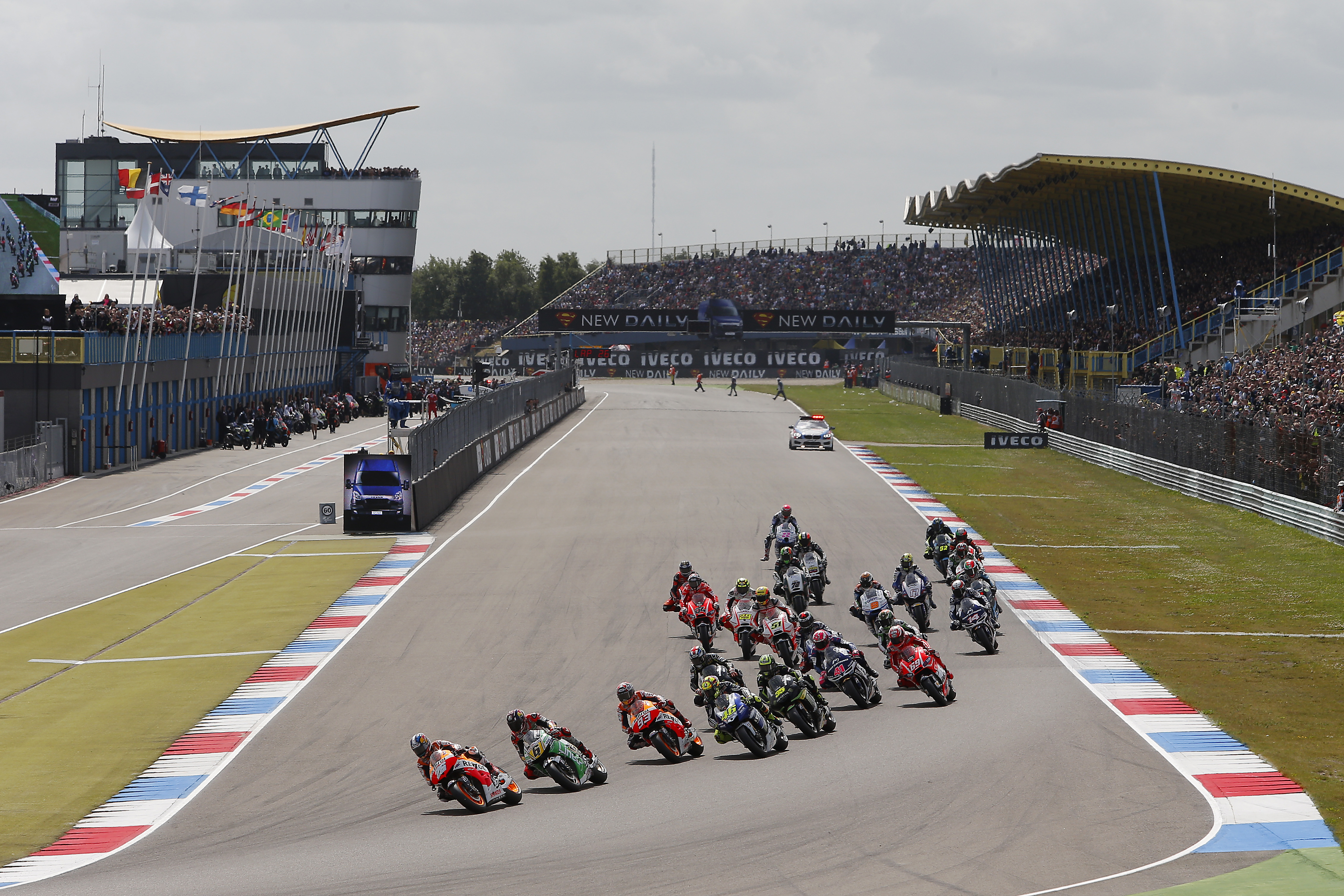
TT Circuit Assen, Start- und Zielort der einzelnen Etappen

Die 59. Internationale Sechstagefahrt war die Mannschaftsweltmeisterschaft im Endurosport und fand vom 1. bis 6. Oktober 1984 im niederländischen Assen sowie der umgebenden Provinz Drenthe statt. Die Nationalmannschaft des Gastgebers Niederlande gewann zum ersten Mal die World Trophy. Die Nationalmannschaft der DDR konnte zum vierten Mal die Silbervase gewinnen.

## Wettkampf

### Organisation
Der Wettbewerb fand zum ersten Mal in den Niederlanden statt. In sechs Fahrtagen waren rund 1.600 Kilometer zu fahren.
Für den Wettkampf waren 439 Fahrer gemeldet. Um die World Trophy und Silbervase fuhren Mannschaften aus 16 bzw. 18 Nationen. Zudem waren 40 Fabrik- und 55 Club-Mannschaften am Start.
DDR, BRD, Österreich und die Schweiz nahmen jeweils an World Trophy und Silbervase teil. Zudem waren fünf bundesdeutsche Clubmannschaften am Start.
Die Sonderprüfungen an den ersten fünf Fahrtagen waren täglich eine Beschleunigungsprüfung über 200 Meter, zwei Motocrossprüfungen sowie eine Geländeprüfung über mindestens 10 Kilometer.

### 1. Tag
Von den 439 gemeldeten Fahrern nahmen 413 den Wettkampf auf. Das Wetter war den gesamten Tag über stark regnerisch, diese Lage hielt auch über die gesamte Dauer der Veranstaltung an. Dies weichte die Streckenuntergründe im Gelände stark auf und führte zu erschwerten Fahrbedingungen.
Die Strecke des ersten Tages waren zwei identische Runden über insgesamt 299 Kilometer.
In der World Trophy führte die Niederlande vor der DDR und der Mannschaft Schwedens.
In der Silbervase führte die DDR vor den Niederlanden und der Mannschaft Italiens.

### 2. Tag
Am zweiten Fahrtag wurde die gleiche Strecke wie am ersten Tag gefahren.
In der World Trophy führte weiter die Niederlande vor der DDR und der Mannschaft Schwedens.
In der Silbervase führte ebenso unverändert die DDR vor den Niederlanden und der Mannschaft Italiens.

### 3. Tag
Die Tagesetappe führte über zwei identische Runden und war insgesamt 280 Kilometer lang.
In der World Trophy führte Schweden vor der DDR und der Mannschaft Polens. Das Team der BRD folgte auf dem 4. Platz.
In der Silbervase führte die DDR vor Italien und der Mannschaft der Tschechoslowakei.

### 4. Tag
Am vierten Tag war die gleiche Strecke wie am dritten Tag zu absolvieren.
In der World Trophy führte die DDR vor Schweden und der Mannschaft Polens. Die Mannschaft der BRD lag auf dem 7. Platz.
In der Silbervase führte die DDR vor Italiens und der Mannschaft der Niederlande.

### 5. Tag
Am fünften Tag waren in zwei identischen Runden 270 Kilometer zu fahren.
In der World Trophy führte die DDR vor den Niederlanden und der Mannschaft Polens.
In der Silbervase führte nach wie vor die DDR vor den Niederlanden und der Mannschaft Italiens.

### 6. Tag
Am letzten Fahrtag waren 142 Kilometer Strecke zu fahren. Das Abschluss-Motocrossrennen als letzte Sonderprüfung fand bei Norg statt. Hier waren schnellstmöglich 5 Runden à rund 2 Kilometer zu absolvieren. Für jede nicht gefahrene Runde standen der jeweiligen Mannschaft 500 Punkte zu Buche.
Vor dem Abschlussrennen lag die World-Trophy-Mannschaft der DDR mit rund 300 Punkten in Führung gegenüber den Niederlanden. Die Entscheidung über den Gesamtsieg fiel in zwei dramatischen Schlussrennen:
In seinem Lauf kam der DDR-Fahrer Uwe Weber kurz nach dem Start in dichtem Gedränge zum Sturz. Ihm gelang eine Aufholjagd, erreichte die Spitze des Feldes, fuhr drei Runden in Bestzeit doch urplötzlich ging ihm nur 150 Meter vor dem Ziel das Motorrad aus. Mit letzter Kraft schob er das Motorrad unter totaler Erschöpfung ins Ziel. – Damit blieb die DDR-Mannschaft in Führung, jedoch nur vorerst.
Im für die DDR entscheidenden Lauf gingen die zwei noch übrigen Mannschaftskollegen von Weber (Jens Scheffler und Jochen Schützler) an den Start. Jochen Schützler stürzte ausgangs der ersten Kurve derart unglücklich, dass er sich das linke Bein brach und das Rennen nicht fortsetzen konnte. – Somit kassierte die Mannschaft insgesamt 1.500 Punkte, und fiel noch auf den 3. Platz zurück.
Von 413 am ersten Tag gestarteten Fahrern erreichten 293 das Ziel.

## Endergebnisse

### World Trophy
| Platz | Team                            | Punkte     |
| ----- | ------------------------------- | ---------- |
| 1.    | Niederlande                     | 3.386,86   |
| 2.    | Polen                           | 4.900,58   |
| 3.    | Deutsche Demokratische Republik | 4.947,41   |
| 4.    | Frankreich                      | 7.322,96   |
| 5.    | Vereinigtes Königreich          | 9.215,23   |
| 6.    | Vereinigte Staaten              | 14.368,84  |
| 7.    | BR Deutschland                  | 25.043,70  |
| 8.    | Schweden                        | 34.288,81  |
| 9.    | Finnland                        | 66.489,12  |
| 10.   | Tschechoslowakei                | 82.343,83  |
| 11.   | Österreich                      | 93.634,18  |
| 12.   | Australien                      | 106.054,90 |
| 13.   | Italien                         | 138.343,35 |
| 14.   | Neuseeland                      | 203.701,74 |
| 15.   | Schweiz                         | 217.382,78 |
| 16.   | Kanada                          | 302.044,14 |

### Silbervase
| Platz | Team                            | Punkte     |
| ----- | ------------------------------- | ---------- |
| 1.    | Deutsche Demokratische Republik | 2.415,66   |
| 2.    | Niederlande                     | 4.595,63   |
| 3.    | Frankreich                      | 6.975,28   |
| 4.    | Australien                      | 20.848,75  |
| 5.    | Spanien                         | 21.403,02  |
| 6.    | Vereinigte Staaten              | 21.090,45  |
| 7.    | Italien                         | 33.131,99  |
| 8.    | Schweden                        | 34.994,79  |
| 9.    | Finnland                        | 52.433,98  |
| 10.   | Tschechoslowakei                | 56.832,19  |
| 11.   | Vereinigtes Königreich          | 68.668,09  |
| 12.   | Schweiz                         | 73.079,21  |
| 13.   | Irland                          | 87.519,40  |
| 14.   | Kanada                          | 88.684,66  |
| 15.   | Mexiko                          | 103.869,12 |
| 16.   | BR Deutschland                  | 68.130,42  |
| 17.   | Österreich                      | 194.410,97 |
| 18.   | Neuseeland                      | 153.812,64 |

### Club-Mannschaften
| Platz | Team           |
| ----- | -------------- |
| 1.    | Italien B      |
| 2.    | M.C.C Wychen I |
| 3.    | SVS Praha      |
| 4.    | FMCK Skoevde   |
| 5.    | SMI MK II      |

### Fabrik-Mannschaften
| Platz                      | Team      | Punkte   |
| -------------------------- | --------- | -------- |
| 1.                         | Honda II  | 304,90   |
| 2.                         | Simson I  | 1.049,36 |
| 3.                         | Simson II | 1.682,14 |
| 4.                         | Honda III | 1.753,19 |
| 5.                         | KTM       | 1.993,18 |
| 6.                         | MZ II     | 2.004,18 |
| 000{\displaystyle \vdots } |           |          |
| 11.                        | MZ I      | 3.728,97 |

### Einzelwertung
| Klasse                  | Starter | Gold | Silber | Bronze | Ausfall/Disqualifikation |
| ----------------------- | ------- | ---- | ------ | ------ | ------------------------ |
| bis 80 cm³ (Zweitakt)   | 16      | 6    | 2      | 4      | 4                        |
| bis 125 cm³ (Zweitakt)  | 70      | 7    | 17     | 19     | 27                       |
| bis 250 cm³ (Zweitakt)  | 153     | 21   | 39     | 44     | 49                       |
| bis 500 cm³ (Zweitakt)  | 101     | 8    | 42     | 31     | 20                       |
| über 500 cm³ (Viertakt) | 73      | 6    | 19     | 28     | 20                       |
| Gesamt                  | 413     | 48   | 119    | 126    | 120                      |